# Bikini-atoll
A Bikini-atoll (más néven Pikinni-atoll) egy atoll a Marshall-szigeteken, a Csendes-óceánon. 23 szigetből áll, melyek mintegy 594 km²-nyi lagúnát ölelnek körbe. A szárazföld összterülete 8,8 km². A Csendes-óceáni kísérleti terület részeként az USA 23 hidrogén- és atombombát robbantott itt fel 1946 és 1958 között.
Felfedezője, Otto von Kotzebue a területet Johann Friedrich von Escholtz után Escholtz-atollnak nevezte el, a második világháborúig a nyugati világban ezen a néven volt ismert.
A bombarobbantásokat megelőzően lakott terület volt. Lakosait kitelepítették a Kili-szigetre. A tesztek 1946 júliusában kezdődtek. Az 1960-as évek végén, 1970-es évek elején pár idevalósi megpróbált visszaköltözni, de a túlságosan nagy radioaktivitás miatt meggondolták magukat.

## A nukleáris kísérleti robbantások
Miután a japánokat elűzték a Marshall-szigetekről 1944-ben, a szigetek és atollok az amerikai haditengerészet adminisztrációja alá kerültek. 1946-ban a Bikini-sziget lett az Operation Crossroads helyszíne, egy olyan katonai tudományos kísérleté, amelynek célja az atombombáknak a haditengerészeti hajókra tett hatásainak tanulmányozása volt. A vizsgálatok előtt át kellett helyezni az atoll 166 bennszülött mikronéziai lakosát, akiket előbb a Rongerik szigetre, majd a Kili-szigetre vittek, mintegy 800 km-re délkeletre Bikinitől.
A világ első atomfegyver-vizsgálatát 1946. július 1-jén, Bikini szigeténél végezték, 20 kilotonnás atombombával, amelyet egy repülőgép dobott le, és amely a levegőben robbant fel, a flotta mintegy 80 elavult, második világháborús hadihajója, köztük csatahajók és repülőgép-hordozók felett. A második vizsgálat július 25-én volt, ez volt a világ első víz alatti atomrobbantása, ami hatalmas radioaktív vízoszlopot dobott fel. Az amerikaiak japán, német, és szolgálatból kivont amerikai hadihajókat helyeztek el a tengeren, mintha épp csatát vívnának. A robbanás kilenc próbahajót elsüllyesztett. A szándékosan lőszerrel és üzemanyaggal feltöltött hajók azóta is szennyezik a vizet.
További teszteket végeztek 1954–1958 között, melyek közül néhány termonukleáris volt. Ekkoriban a Bikini és az Enewetak-atoll az Egyesült Államok Atomenergia Bizottságának csendes-óceáni kísérleti terepe volt. 1956-ban a Bikini volt a helyszíne az első hidrogénbomba felrobbantásának, amit szintén egy amerikai repülőről dobtak le.

## Bikini-sziget
Ez a legészakkeletibb és legnagyobb, 4 kilométer hosszú sziget a legismertebb. 12 kilométerre északkeletre van Aomen (az első sziget ebben az irányban), Bikinitől délre pedig Bukonfuaaku fekszik. A bikini fürdőruhát is erről a szigetről nevezték el, az alakja miatt.
1946 és 1958 között 23 nukleáris töltetet robbantottak itt fel. Az itt élő mintegy 200 ember az áttelepítés előtt leginkább halat, kagylót, banánt és kókuszdiót fogyasztott (állítólag az első robbantások után zöld kókuszdió nőtt). 1968-ban az USA lakhatóvá nyilvánította a szigetet, és megkezdték a visszatelepítéseket. 1978-ban, amikor a vizsgálatok a stroncium–90 veszélyes arányát mutatták ki, a szigetet újra kitelepítették. Az őslakosok perbe fogták az Egyesült Államokat, és 150 millió dolláros kártérítést kaptak. A terület újbóli lakhatóvá tétele ennek a többszörösét emészti fel.

### A sziget ma
A Nemzetközi Atomenergiai-ügynökség (IAEA) 1997-ben úgy találta, hogy a sziget biztonságos ahhoz, hogy sétáljunk rajta. Bár a sugárzás még mindig magasabb a Bikini-szigeten, mint a többi Marshall-szigeten, a mért értékek már nem veszélyesek az egészségre. A veszély a helyben termett ételek huzamosabb időn keresztüli elfogyasztásából ered, mert jelentős radioaktivitás halmozódhat fel szervezetünkben. Emiatt nem tartják még újra benépesíthetőnek a szigetet.

## Enyu-sziget
A Bikini-atoll délkeleti szigete, ahol repülőtér is található, 1400 méteres, füves leszállópályával.

## Turizmus
Az atoll akár több hónapos tartózkodással is biztonságosan látogatható, főleg búvárkodás céljából keresik fel. Egyrészt a tengeri élővilágot és a természetes környezetet, másrészt az elsüllyedt hadihajókat lehet megfigyelni (köztük a Saratoga CV3, Nagato japán hadihajó, USS Arkansas hadihajó, valamint több más hajó és tengeralattjáró), amik legalább 50 méter mélyen vannak.
Gazdasági nehézségek és repülésbiztonsági kérdések miatt a helyi repülőtársaság, az Air Marshall Islands 2008-ban és 2009-ben nem indított járatokat.